# 于永忠
于永忠（1924年—），男，直隶昌平（今属北京）人，中国炸药专家，曾任中国科学院兰州化学物理研究所研究员。